# Klokoč (Vojnić)
 Klokoč  falu Horvátországban, Károlyváros megyében. Közigazgatásilag Vojnićhoz tartozik.

## Fekvése
Károlyvárostól 34 km-re délkeletre, községközpontjától 13 km-re délre a Kordun területén fekszik.

## Története
Klokocs és vára egyike volt a középkori nemzetségi központoknak. A vár már 1224-es említésekor a klokocsi nemesi közösség birtokában volt. A klokocsi közösség olyan nemesi családokból állt, akik Klokoč, Krstinja, a két Kladuša és Cetin felé eső területen éltek. Kiváltságaikat 1242 körül IV. Bélától kapták, cserébe katonai szolgálattal tartoztak. A falu lakói nem álltak földesúri hatalom alatt. A közigazgatás és az elsőfokú ítélkezést a nemes lakosok által választott testület hatáskörébe tartozott. A településen azonban nemcsak nemesek élhettek, hanem nemesi jogállású vagy nemesi telekre telepített jobbágyok is. A nemesi közösség mentes volt mindenféle közadótól, ügyeit a nemesek közgyűlése intézte. Ez választotta meg a falu elöljáróságát és a nemesi közösség vezetőjét, akit bírónak (iudex) neveztek. A környék urai (a Frangepánok, Cilleiek, Nádasdyak stb.) azonban csak részben tartották tiszteletben a kiváltságokat, melyekért a nemeseknek állandóan harcolniuk kellett. 1557-ben a vár a katonai határőrvidék igazgatása alá került, ami a nemesi közösség kiváltságainak elveszítéséhez, lényegében az itteni nemesség megszűnéséhez vezetett.
A sorozatos török támadások hatására a vidék lakossága nagyrészt elmenekült. Miután Bihács elesett, a védtelenné vált klokocsi várat is elhagyták. 1649-ben Zrínyi Péter horvát bán a vár alatt aratott nagy győzelmet a török felett. A várat 1681-ben foglalta vissza gróf Herberstein generális, károlyvárosi várparancsnok és a barilovicsi várkapitány irányítása alá rendelte. A 17. század végétől az elmenekült horvátok helyére a hódoltsági területekről nagy számú szerb érkezett. A katonai határőrvidék megszervezésekor annak részeként a szluini határőrezred parancsnoksága alá tartozott, majd 1881-től a Vojnići járás része volt. A várat a 19. század közepén végleg elhagyta a katonaság és attól fogva az enyészet martaléka lett.
A falunak 1857-ben 537, 1910-ben 699 lakosa volt. Trianonig Modrus-Fiume vármegye Vojnići járásához tartozott. 2011-ben 62 lakosa volt.

## Lakosság
| Lakosság változása | Lakosság változása | Lakosság változása | Lakosság változása | Lakosság változása | Lakosság változása | Lakosság változása | Lakosság változása | Lakosság változása | Lakosság változása | Lakosság változása | Lakosság változása | Lakosság változása | Lakosság változása | Lakosság változása | Lakosság változása |
| ------------------ | ------------------ | ------------------ | ------------------ | ------------------ | ------------------ | ------------------ | ------------------ | ------------------ | ------------------ | ------------------ | ------------------ | ------------------ | ------------------ | ------------------ | ------------------ |
| 1857               | 1869               | 1880               | 1890               | 1900               | 1910               | 1921               | 1931               | 1948               | 1953               | 1961               | 1971               | 1981               | 1991               | 2001               | 2011               |
| 537                | 557                | 559                | 582                | 604                | 699                | 628                | 707                | 506                | 517                | 479                | 405                | 357                | 332                | 69                 | 62                 |

## Nevezetességei
Klokocs várának romjai a falu feletti magaslaton néhol még emelet magasságig állnak. Alaprajza négyszög alakú volt, melynek egyik sarkában állt a hengeres lakótorony, másik sarkában pedig a várpalota állt. A lakótorony körte alakú puskalőrései ma is jól láthatók, ez alapján ennek építését a 16. század elejére teszik. Egyéb épületnek nem maradt nyoma tekintve, hogy azok egykor fából épültek. A várat kívülről palánk és várárok övezte, melyen felvonóhídon lehetett bejutni. A 14. században a Frangepánok fennhatósága alá került, majd több tulajdonos váltotta egymást. 1681-ig török kézben volt, majd a török kiűzésétől a határőrvidékek 1871-es megszüntetéséig határőr erődként működött. Ezután elhagyják, és romlásnak indult. 